# Vallée de Fara
Fara Vallis
Pour les articles homonymes, voir Fara.
La vallée de Fara (désignation internationale : Fara Vallis) est une vallée située sur Vénus dans le quadrangle de Carson. Elle a été nommée en référence à Fara, déesse malgache de l'eau.